# Sławomir Krawczyk
Sławomir Krawczyk (Trzebiatów, 28 mei 1963) is een Pools voormalig professioneel wielrenner. Hij kwam één seizoen uit voor Lampre-Colnago.
Krawczyk werd in 1986 Pools kampioen op de weg bij de amateurs. Vier jaar later, in 1990 behaalde hij zilver in dezelfde categorie.

## Belangrijkste overwinningen
1984
Eindklassement Ronde van Mazovië
1986
 Pools kampioen op de weg, Amateurs
Proloog Ronde van Polen
Eindklassement Ronde van Mazovië
1988
Proloog Ronde van Polen